# Dragan Mladenović
|  | Aquest article tracta sobre el jugador de futbol. Vegeu-ne altres significats a «Dragan Mladenović (jugador d'handbol)». |

Dragan Mladenović (en serbi: Драган Младеновић) és un futbolista serbi nascut a Kraljevo, el 16 de febrer de 1976, ja retirat. Ocupava la posició de migcampista.
Ha militat a l'Estrella Roja de Belgrad i FK Zemun, entre d'altres, al seu país. També ha militat al Rangers FC, a la Reial Societat i a l'equip coreà de l'Incheon United.
Ha estat internacional amb la selecció de Sèrbia i Montenegro en 17 ocasions, tot marcant un gol.